# Miksa Fenyő

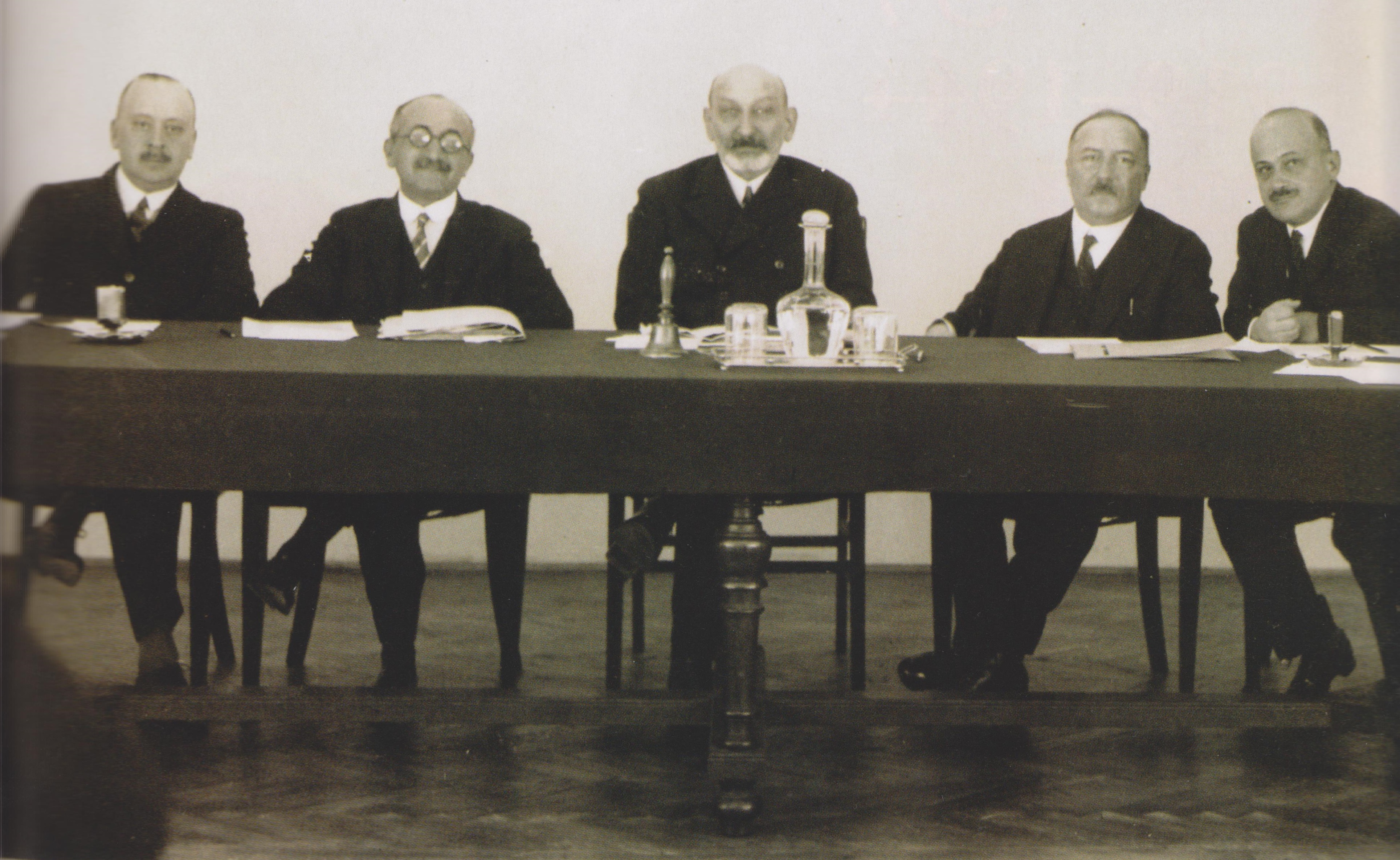
Miksa Fenyő (links, 1928)

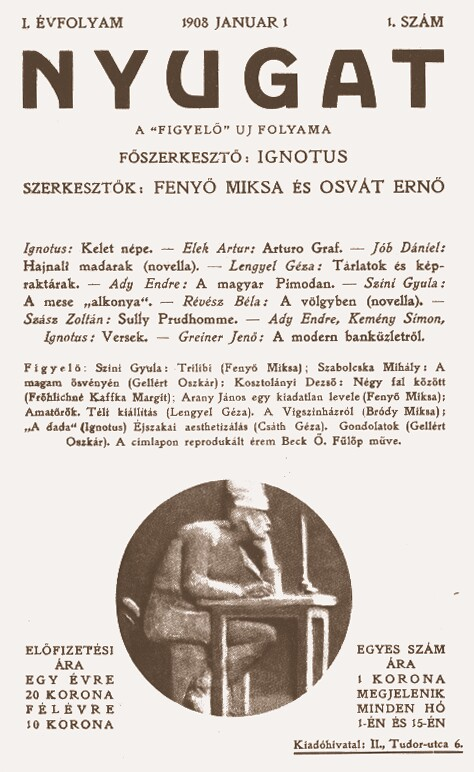
Erste Ausgabe Nyugat 1908. Miksa Fenyő als Herausgeber

Miksa Fenyő (geboren 8. Dezember 1877 in Mélykút, Komitat Bács-Bodrog, Österreich-Ungarn; gestorben 4. April 1972 in Wien) war ein ungarischer Schriftsteller, Journalist, Wirtschaftsfunktionär, ab 1931 Parlamentsmitglied in der Zeit des Horthy-Regimes und für 24 Stunden ungarischer Wirtschaftsminister in der Regierung János Hadik im Jahr 1918. Er war Mitgründer der Literaturzeitschrift Nyugat („Der Westen“).

## Leben
Fenyő wurde als Miksa Fleischmann als eines von acht Kindern der Eltern Fülöp Fleischmann und Lujza Melczer in eine jüdische Schneiderfamilie geboren. Er besuchte das Evangelische Gymnasium in Budapest und studierte danach Rechtswissenschaften an der Universität Budapest.
Er bekam 1904 eine Stelle beim ungarischen Industriellenverband (GYOSZ – Gyáriparosok Országos Szövetsége). Im Jahre 1908 gründete er mit Ignotus und Ernő Osvát die literarische Zeitschrift Nyugat, war einer ihrer Herausgeber und leitete den gleichnamigen Verlag, in dem er auch eigene Bücher verlegte. Er war Mentor von Endre Ady. Das Interesse an den Schriften Casanovas in Ungarn weckte er durch eine Monografie und durch eigene Beiträge im Nyugat.
Im Ungarischen Parlament war er von 1931 bis 1935 ein unabhängiger Abgeordneter. Er war ein Gegner Hitlers sowie der Pfeilkreuzler und handelte sich mit einem Buch über Hitler deren Feindschaft ein.
Seine Erlebnisse aus der Zeit des Zweiten Weltkriegs, als er sich ab 1944 aus politischen Gründen und wegen seiner jüdischen Abstammung vor dem Eichmann-Kommando und dessen ungarischen Helfern in den Regierungen Döme Sztójay und Ferenc Szálasi verstecken musste, veröffentlichte er 1946 in einem Buch.
Nach Gründung des Staates Israel von David Ben-Gurion aufgefordert, dort politisch aktiv zu werden, lehnte er ab, zumal seine religiösen Bindungen ihn eher als Agnostiker kennzeichneten denn als Juden, zudem war er dreißig Jahre zuvor aus ökonomischen Gründen zum Katholizismus konvertiert, auch das ohne innere Überzeugung. 1948 floh er vor den ungarischen Stalinisten aus Ungarn und emigrierte nach Rom und Paris.
Nachdem Fenyő, inzwischen über siebzig Jahre alt, 1953 in die USA übergesiedelt war, wurde er dort Staatsbürger und lebte in New York City. Schließlich kehrte er 1969 mit seiner zweiten Frau nach Europa zurück und lebte in Wien in der Seilerstätte 10, in einem Haus, in dem Ende des Neunzehnten Jahrhunderts das Freie Blatt erschien. In seinem Lieblingsland Italien erhielt er 1964 den Rom-Preis für sein Reisebuch Ami Kimaradt Az Odysseaból (Was Odysseus vergaß zu erwähnen).
Nach dem einhundertjährigen Jubiläum von Nyugat war für 2009 ein Doku-Drama über seine Gründer angekündigt.

## Werke (Auswahl)
- Casanova, Nyugar Kiadó, Budapest 1912
- Hitler; Egy Tanulmány, NYUGAT Kiadó, Budapest 1934
- Az Elsodort Ország, Révai Kiadó, Budapest 1946 (Autobiographie über die Kriegsjahre)
- Följegyzések A "NYUGAT" Folyóiratról És Környékről, Pátria Könyvkiadó Niagara Falls Ontario, 1960
- Ami Kimaradt Az Odysseából, Griff Kiadó, München 1963.
- Önéletrajzom, postum, Argumentum Kiadó, Budapest 1994
- Jézus is D.P. Volt, postum, Argumentum Kiadó, Budapest 2006